# Rinaldo degli Albizzi
Rinaldo degli Albizzi (1370-1442) là một quý tộc người Ý và là một thành viên của gia tộc Albizzi từ thành phố Firenze. Cùng với Palla Strozzi, ông là đối thủ chính của Cosimo de' Medici tại Firenze.

## Tiểu sử
Rinaldo bắt đầu phục vụ cho Cộng hòa Firenze vào năm 1399 dưới hình thức một nhà ngoại giao dưới sự cai trị của cha ông là Maso degli Albizzi. Ông đã đảm nhận hàng chục sứ mệnh ngoại giao chính thức, tuy ban đầu chỉ quanh quẩn tại địa phương tại các thị trấn như Arezzo và Cortona nhưng sau đó được phân công cho các sứ mệnh đến Pisa, Lucca, Napoli và Roma. Trong thời kỳ đỉnh cao của sự nghiệp ngoại giao của mình, ông là nhà ngoại giao chính của Firenze và đặc biệt tích cực trong ngoại giao giáo hội.
Sau cái chết của cha ông vào năm 1417, Rinaldo vươn lên trở thành người quyền lực thứ hai của tập đoàn đầu sỏ chính trị chỉ sau người bạn thâm niên của người cha quá cố, Niccolo da Uzzano. Sau khi Uzzano qua đời vào năm 1431 Rinaldo lên đảm nhận vị trí lãnh đạo.
Vào năm 1433, Rinaldo đã thuyết phục được một số quý tộc nổi tiếng tấn công Cosimo de' Medici, người mà ông ta lo sợ sẽ trở nên quá mạnh. Cuối cùng, Rinaldo đã giúp Bernardo Guadagni, một ứng cử viên cho một vị trí trong số các Signori, thanh toán các khoản nợ của ông ta khiến Cosimo bị truất quyền điều hành. Guadagni giành vị trí của Gonfaloniere Tư pháp. Thông qua Guadagni, Rinaldo triệu tập Cosimo đến cung điện và cho người bắt ông ta. Sau một thời gian ngắn, Cosimo bị kết án trục xuất 20 năm khỏi Firenze, mặc dù Rinaldo đã cố gắng khiến Cosimo bị tử hình.
Tuy nhiên, thành Firenze vướng phải một cuộc chiến với Milano trong liên minh với người Venezia và bị đẩy vào một tình huống rất hiểm nghèo. Cosimo đã quay trở về với sự hoan hô nhiệt liệt của người dân chỉ một năm sau đó và Rinaldo đã bị tống đi lưu đày.
Trong khi lưu vong, Rinaldo đã nhiều lần cố gắng thuyết phục Công tước Milano, Filippo Maria Visconti, can thiệp và khôi phục quyền hành của ông ta ở Firenze. Những hy vọng này cuối cùng đã bị dập tắt với khi thành Firenze giành chiến thắng trong trận Anghiari.
Ông qua đời tại Ancona vào năm 1442 sau chuyến đi đến Palestine.